# Wiley Cash
Wiley Cash (Fayetteville, 7 settembre 1977) è uno scrittore statunitense.

## Biografia
Nato a Fayetteville nel 1977, vive con la moglie e i due figli a Wilmington.
Dopo un B.A. all'Università della Carolina del Nord di Asheville e un M.A. all'Università della Carolina del Nord di Greensboro, ha ottenuto un dottorato di ricerca in inglese dalla University of Louisiana at Lafayette.
Dopo opere di saggistica sulla regione di appartenenza e sullo scrittore Ernest J. Gaines, ha esordito nella narrativa nel 2012 con il romanzo vincitore del CWA New Blood Dagger Non puoi tornare a casa confermando le doti di narratore specializzato in thriller con il successivo This Dark Road to Mercy, premiato nel 2014 con il Gold Dagger.

## Opere principali

### Romanzi
- Non puoi tornare a casa (A Land More Kind Than Home, 2012), Milano, Mondadori, 2014 traduzione di Paola Bertante ISBN 978-88-04-63610-6.
- This Dark Road to Mercy (2014)
- The Last Balld (2017)

### Saggi
- This Louisiana Thing That Drives Me: The Legacy of Ernest J. Gaines (2008)
- The Rain Barrel: The interstices of race, class, and religion in North Carolina (2011)

## Alcuni riconoscimenti
- CWA New Blood Dagger: 2012 per Non puoi tornare a casa
- Gold Dagger: 2014 per This Dark Road to Mercy